# Antikythira - Prasonisi Kai Lagouvardos
Antikythira - Prasonisi Kai Lagouvardos este o arie protejată (arie specială de conservare — SAC, sit de importanță comunitară — SCI) din Grecia întinsă pe o suprafață de 7.172,14 ha, integral pe uscat.

## Localizare
Centrul sitului Antikythira - Prasonisi Kai Lagouvardos este situat la coordonatele 35°52′28″N 23°17′57″E / 35.874362°N 23.299198°E.

## Înființare
Situl Antikythira - Prasonisi Kai Lagouvardos a fost declarat sit de importanță comunitară în aprilie 1997 pentru a proteja 1 specie de animale. Situl a fost protejat și ca arie specială de conservare în martie 2011.

## Biodiversitate
Situată în ecoregiunile marină mediteraneană și mediteraneană, aria protejată conține 7 habitate naturale: Recifuri, Faleze cu vegetație de Limonium spp. endemic de pe coastele mediteraneene, Râuri mediteraneene cu debit intermitent, cu specii de Paspalo-Agrostidion, Matorral arborescenți cu Juniperus spp., Sarcopoterium spinosum phryganas, Pante stâncoase calcaroase cu vegetație casmofită, Peșteri marine scufundate complet sau parțial.
La baza desemnării sitului se află o specie protejată de  mamifere: delfin mare (Tursiops truncatus)
Pe lângă speciile protejate, pe teritoriul sitului au mai fost identificate 7 specii de plante, 1 specie de mamifere, 1 specie de nevertebrate.